# Mont Serradero
Le mont Serradero est le plus haut sommet de la sierra de Moncalvillo (es) dans le système Ibérique, dans la communauté autonome de La Rioja en Espagne. Il culmine à 1 495 mètres d'altitude.